# Brutality Will Prevail
Brutality Will Prevail war eine 2005 gegründete Hardcore-Punk-/Metalcore-Band aus dem Vereinigten Königreich.

## Geschichte
Nach mehreren Besetzungswechseln in den vergangenen Jahren besteht die britische Metalcore-Band aus Frontsänger Louis Gauthier, den beiden Gitarristen Ash Gray und Nick Six, Bassist Jordan Murray und Schlagzeuger Craig Reynolds.
In ihrer bisherigen Karriere brachte die Formation bereits vier Studioalben auf dem Markt. Das neueste Album trägt den Titel Suspension of Consciousness und erschien am 7. April 2014 weltweit über Siege of Amida Records bzw. Century Media. Es wurde in den Monnow Valley Studios, wo auch Led Zeppelin, Queen und Black Sabbath frühere Werke einspielten, aufgenommen. An den Produktionsarbeiten war zudem Converge-Gitarrist Kurt Ballou beteiligt. Die übrigen drei Alben heißen Forgotten Souls (2009), Root of All Evil (2010) und Scatter the Ashes (2012). Zudem zählen mehrere EPs und Split-CDs zur offiziellen Diskografie der Band.
Die Gruppe tourte bereits mehrfach durch das Vereinigte Königreich, Australien und Europa. Dabei war die Gruppe Support von Gruppen wie Cancer Bats, The Acacia Strain oder Coldburn. Auf ihren zahlreichen Tourneen war die Band auch auf mehreren Musikfestivals wie dem Serengeti Festival, dem Impericon Festival, dem Mair1 Festival und dem Hevy Music Festival.
Am 19. September 2021 kündigte die Gruppe an, sich im Laufe des Jahres 2022 aufzulösen.

## Kontroverse
Am 30. Dezember 2012 verkündete die Gruppe den Ausstieg ihres bisherigen Frontsängers Ajay Jones, welche diese mit dem zunehmenden Zeitdruck der Musiker und den anderweitigen Interessen des Sängers außerhalb der Band begründeten. Jones bezeichnete die Band später auf dem offiziellen Tumblr-Account als „gewinn-orientierten Müll“. Anfang 2013 entschuldigte sich die Gruppe in einer längeren Nachricht bei den Fans, die auf der offiziellen Merchandising-Seite auf Bigcartel Ware bestellt hatten und diese lange Zeit nicht verschickt wurde. Der Grund war, dass der geschasste Jones die Seite auch längere Zeit über seinen Rauswurf aus der Gruppe verwaltete.

## Stil
Auf Blabbermouth.net wurde der Musikstil als einen Mix aus Slayer, Slipknot, Baroness und Cave In beschrieben. In einem Artikel des britischen Magazins Rock Sound heißt es, dass Pink Floyd und Machine Head weitere musikalische Einflüsse der Band seien.

## Diskografie

### Split-CDs/EPs
- 2005: Life Is Our War
- 2006: Never Turn Back
- 2007: South Wales Kings
- 2010: Split mit Hang the Bastard (Purgatory Records)
- 2011: Sleep Paralysis (Holy Roar Records)
- 2011: Split mit Ark of the Covenant (Purgatory Records)
- 2013: Scatter the Ashes (Pinky Swear Records)

### Alben
- 2009: Forgotten Soul (Purgatory Records)
- 2010: Root of All Evil (Holy Roar Records)
- 2012: Scatter the Ashes (Purgatory Records)
- 2014: Suspension of Consciousness (Siege of Amida Records, Century Media)
- 2017: In Dark Places (Holy Roar Records)
- 2019: Misery Sequence (BDHW Records)